# Knockout (1925)
Knockout ist ein US-amerikanisches Stummfilmdrama aus dem Jahr 1925 von Lambert Hillyer mit Milton Sills in der Hauptrolle. Der Film wurde von First National produziert und basiert auf dem Roman The Come-Back von Morris De Camp Crawford.

## Handlung

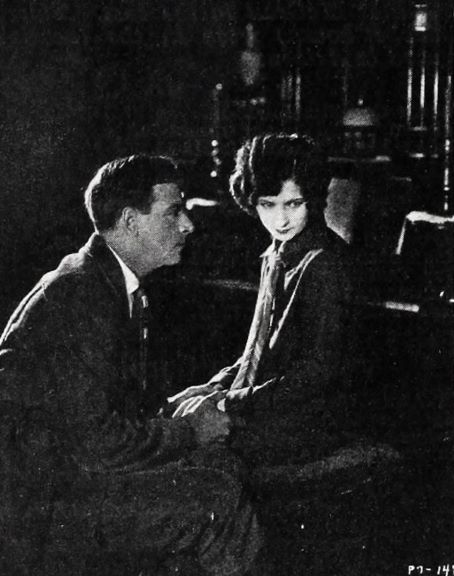
Milton Sills und Lorna Duveen

Nachdem der Boxer Sandy Donlin den Weltmeistertitel im Halbschwergewicht gewonnen hat, teilt ihm der Arzt Dr. Natter mit, dass er wegen eines Bänderrisses in seinem Arm nie wieder kämpfen werden könne. Sandy verlässt den Ring und nimmt eine Stelle als Vorarbeiter im Holzfällerlager von J. Van Dyke Parker an, einem millionenschweren Unternehmer, der plant, die Geschäfte von John Farot, seinem größten Rivalen, zu übernehmen. Er hofft, dass der ehemalige Boxer Farots Vorarbeiter Black Jack Ducane in einem Kampf besiegen könnte.

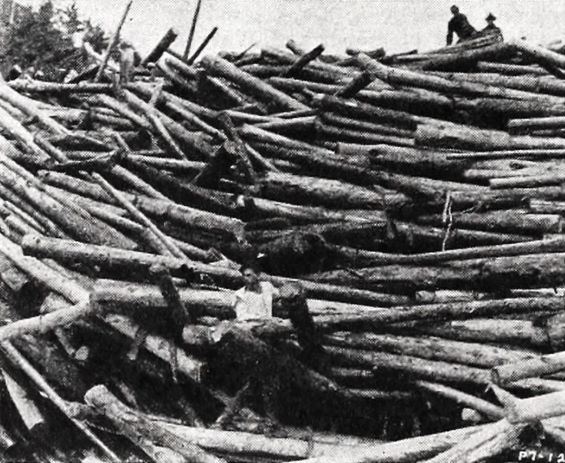
Die aufgestauten Stämme

Sandy lernt Farots Tochter Jean kennen und verliebt sich trotz ihres anfänglichen Misstrauens in sie. Zwischen Sandy und Ducane kommt es zum Kampf, in dessen Verlauf Sandy erkennt, dass seine Verletzung ausgeheilt ist. Parkers Männer sprengen den Damm, durch den Farots Holzstämme gelagert werden. Die Stämme werden von den Fluten weggeschwemmt und verstopfen an einer Engstelle den Fluss. Sandys Versuch, die entstandene Barrikade mit Dynamit zu zerstören, bleibt erfolglos, was Jean glauben lässt, dass er insgeheim Parkers Pläne unterstützt. Da Farot das Holz nicht mehr auf den Markt bringen kann, steht er vor dem Bankrott. Sandy beschließt, in den Ring zurückzukehren, in der Hoffnung, mit seinen Fäusten genug Geld aufzutreiben, um Farots Schulden bei Parker zu bezahlen. Mit Jeans Ermutigung am Ring gewinnt Sandy den Kampf, rettet Farot vor dem Ruin und sieht einer Zukunft mit Jean entgegen.

## Hintergrund
Da keine Kopien der acht Filmrollen existieren, gilt der Film als verschollen.

## Veröffentlichung
Die Premiere des Films fand am 23. August 1925 statt. Noch im selben Jahr kam er im Deutschen Reich in die Kinos, 1926 unter dem Titel Der Held aus dem Westen auch in Österreich.

## Kritiken
Mordaunt Hall schrieb in der The New York Times, die Geschichte, die sich durch diese Produktion ziehe, sei nicht von der Art, für die Konzentration notwendig sei, sondern eher eine jener belanglosen Angelegenheiten, die als Filme bezeichnet werden.